# Liste d'élections en 1852
Chronologie des élections
- 1848
- 1849
- 1850
- 1851
- 1852
- 1853
- 1854
- 1855
- 1856

Cet article recense les élections organisées durant l'année 1852.

## Élections nationales en 1852
| Date                          | État        | Élection ou référendum                    | Contexte | Résultat |
| ----------------------------- | ----------- | ----------------------------------------- | -------- | --- |
| 26 janvier                    | Salvador    | Présidentielle (en)                       |          | Cette section est vide, insuffisamment détaillée ou incomplète. Votre aide est la bienvenue ! Comment faire ? |
| 29 février - 14 mars          | France      | Législatives                              |          | Cette section est vide, insuffisamment détaillée ou incomplète. Votre aide est la bienvenue ! Comment faire ? |
| 1er mars                      | Uruguay     | Présidentielle (es)                       |          | Cette section est vide, insuffisamment détaillée ou incomplète. Votre aide est la bienvenue ! Comment faire ? |
| 8 juin                        | Belgique    | Législatives (nl)                         |          | Cette section est vide, insuffisamment détaillée ou incomplète. Votre aide est la bienvenue ! Comment faire ? |
| 8 juin                        | Pays-Bas    | Législatives (nl)                         |          | Cette section est vide, insuffisamment détaillée ou incomplète. Votre aide est la bienvenue ! Comment faire ? |
| 7 - 31 juillet                | Royaume-Uni | Générales                                 |          | Cette section est vide, insuffisamment détaillée ou incomplète. Votre aide est la bienvenue ! Comment faire ? |
| 6 septembre                   | Équateur    | Présidentielle (es)                       |          | Cette section est vide, insuffisamment détaillée ou incomplète. Votre aide est la bienvenue ! Comment faire ? |
| 2 novembre                    | États-Unis  | Présidentielle                            |          | Cette section est vide, insuffisamment détaillée ou incomplète. Votre aide est la bienvenue ! Comment faire ? |
| 3 novembre                    | Prusse      | Législatives                              |          | Cette section est vide, insuffisamment détaillée ou incomplète. Votre aide est la bienvenue ! Comment faire ? |
| 21 novembre - 22 novembre     | France      | Plébiscite                                |          | Cette section est vide, insuffisamment détaillée ou incomplète. Votre aide est la bienvenue ! Comment faire ? |
| 12 décembre                   | Portugal    | Législatives (en)                         |          | Cette section est vide, insuffisamment détaillée ou incomplète. Votre aide est la bienvenue ! Comment faire ? |
| 2 août 1852 - 8 novembre 1853 | États-Unis  | Législatives (chambre (en) et sénat (en)) |          | Cette section est vide, insuffisamment détaillée ou incomplète. Votre aide est la bienvenue ! Comment faire ? |

## Élections en subdivisions nationales en 1852
Cette section concerne les élections législatives dans un État fédéré, une subdivision territoriale ou une colonie d'un État souverain, ainsi que leurs principaux référendums.
| Date   | Subdivision | État               | Élection ou référendum | Contexte     | Résultat |
| ------ | ----------- | ------------------ | ---------------------- | ------------ | --- |
| 1852   | Terre-Neuve | Empire britannique | Générales (en)         | 5e mandature | Cette section est vide, insuffisamment détaillée ou incomplète. Votre aide est la bienvenue ! Comment faire ? |
| 1852   | Îles Féroé  | Danemark           | Générales (en)         |              | Cette section est vide, insuffisamment détaillée ou incomplète. Votre aide est la bienvenue ! Comment faire ? |
| 4 août | Danemark    | Danemark           | Législatives (en)      |              | Cette section est vide, insuffisamment détaillée ou incomplète. Votre aide est la bienvenue ! Comment faire ? |